# 나루오·무코가와조시다이마에역
나루오·무코가와조시다이마에역(일본어: 鳴尾・武庫川女子大前駅, なるお むこがわじょしだいまええき)은 일본 효고현 니시노미야시에 있는 한신 전기철도 본선의 역이다. 역 번호는 HS 13이다.

## 역사
- 1905년 4월 12일: 한신 본선의 개업과 동시에 영업 개시.
- 2001년 3월 10일: 구간급행 열차 폐지로 상행 준급의 정차역으로 승격됨.
- 2006년 10월 28일: 구간급행의 부활로 구간급행 정차역으로 승격됨.
- 2009년 3월 20일: 본선에서의 준급 운행 정지로 구간급행 열차 및 보통만 정차하게 됨.
- 2011년 7월 9일: 고가화 공사로 인하여 상행선이 가선으로 전환되고 상행 승강장이 북쪽에 설치된 가설 승강장으로 이동되고 하행선 방향의 개찰구가 분리됨.
- 2012년 12월 13일: 고가화 공사로 인하여 하행선이 가선으로 전환되고 하행 승강장도 북쪽의 가설 승강장에 이동됨.
- 2014년 4월 1일: 역 번호 도입.
- 2015년 3월 14일: 하행 승강장 고가화.
- 2017년 3월 18일: 상행 승강장 고가화.
- 2019년 10월 1일: 역명을 「나루오·무코가와조시다이마에」으로 변경.

## 역 구조
상대식 승강장 2면 2선의 고가역이다. 분기기, 절대 신호가 없어 정류장으로 분류된다. 승강장 유효 길이는 130m로 19m급 한신 열차 및 산요 열차의 6량 편성분 외, 정차 위치는 없지만 지상 시절에 정차하지 못한 21m급의 긴테쓰 열차의 6량 편성도 정차 가능했었다. 또한, 급커브 상에 승강장을 두고 있었기 때문에 승하차 시에는 열차와 승강장 사이가 넓은 곳이 존재하였고 차내의 좌석에 앉아 있었으면 차체가 기울고 있는 것이 실감났었다.
개찰구는 승강장의 오사카 방향 1층 대합실에 있다. 그 외, 통학 시간에만 사용하는 무코가와 여자 대학교 학생 전용의 임시 개찰구가 있고, 자기 승차권 입장용 IC카드(PiTaPa・ICOCA 등) 출신 입장용 자동 개찰기가 설치되어 있다. 대합실에는 개찰구 외에 화장실, 각 승강장에 엘리베이터와 에스컬레이터(상행)가 설치되어 있다.
또한, 고가역의 설계는 1급 건축사 사무소 "무코가와 여자 대학 건축・도시 디자인 스튜디오"에 따른 것으로 이 대학의 건축학 전공의 대학원생들이 설계 프로젝트에 참가하였다.

### 승강장
| 승강장 | 노선   | 방향 | 행선                                         |
| ------ | ------ | ---- | -------------------------------------------- |
| 1      | ■ 본선 | 상행 | 아마가사키・오사카 (우메다)・난바・나라 방면 |
| 2      | ■ 본선 | 하행 | 고베 (산노미야)・아카시・히메지 방면         |

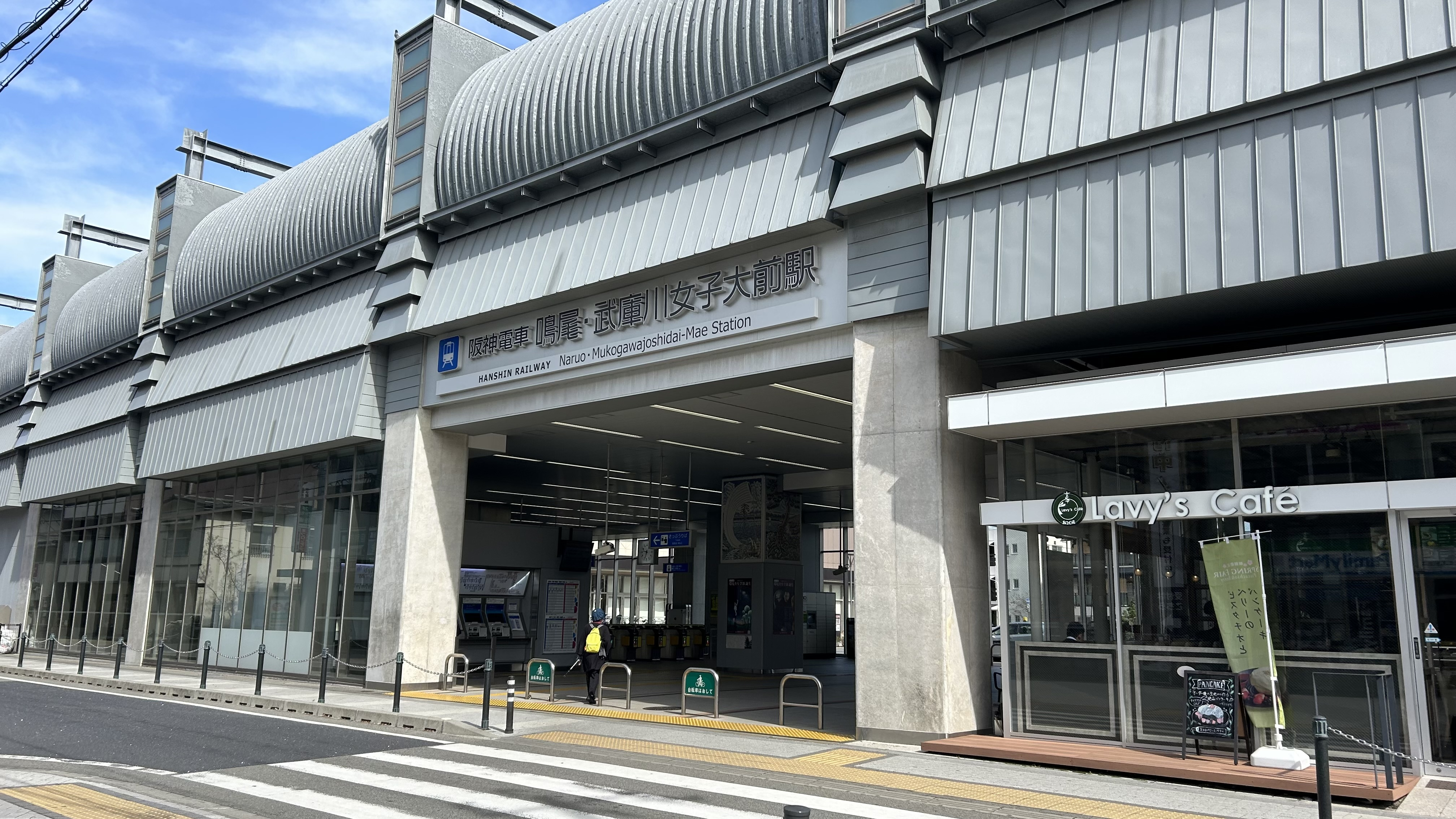
출입구

## 역 주변
- 무코가와 여자 대학
- 무코가와 여자 대학 부속 중・고등학교
- 니시노미야 시립 니시노미야히가시 고등학교
- 효고 현립 나루오 고등학교
- 니시노미야 시립 가쿠분 중학교
- 니시노미야 시립 나루오 중학교
- 니시노미야 시립 나루오 초등학교
- 니시노미야 시립 나루오키타 초등학교
- 니시노미야 시청 나루오 지소
- 니시노미야 시 소방국 나루오 소방서
- 니시노미야 나루오 우체국
- 메이와 병원
- 라라포토 고시엔
- 이토 요카도 고시엔점

## 사진

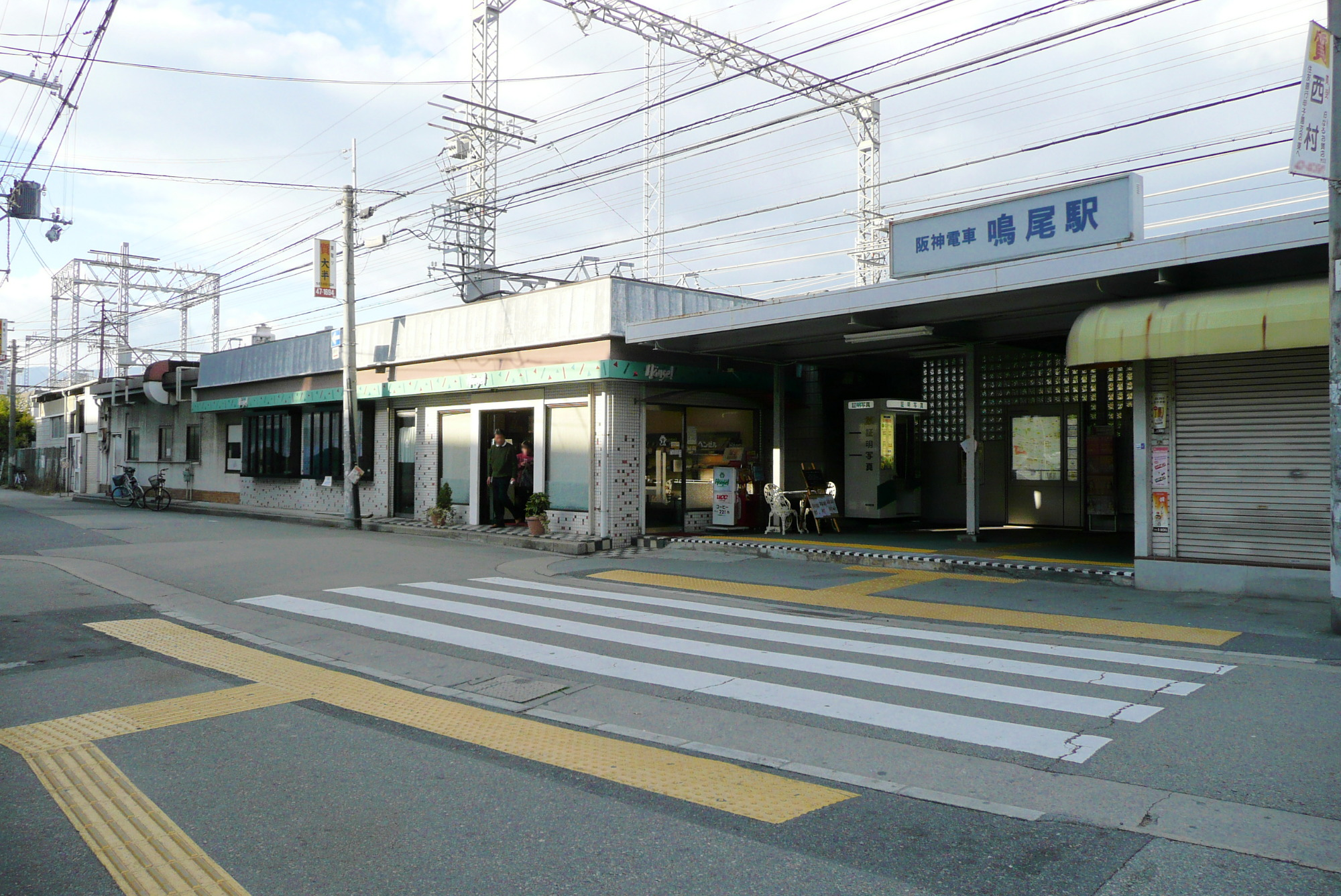
남쪽 출구 (고가화 전)
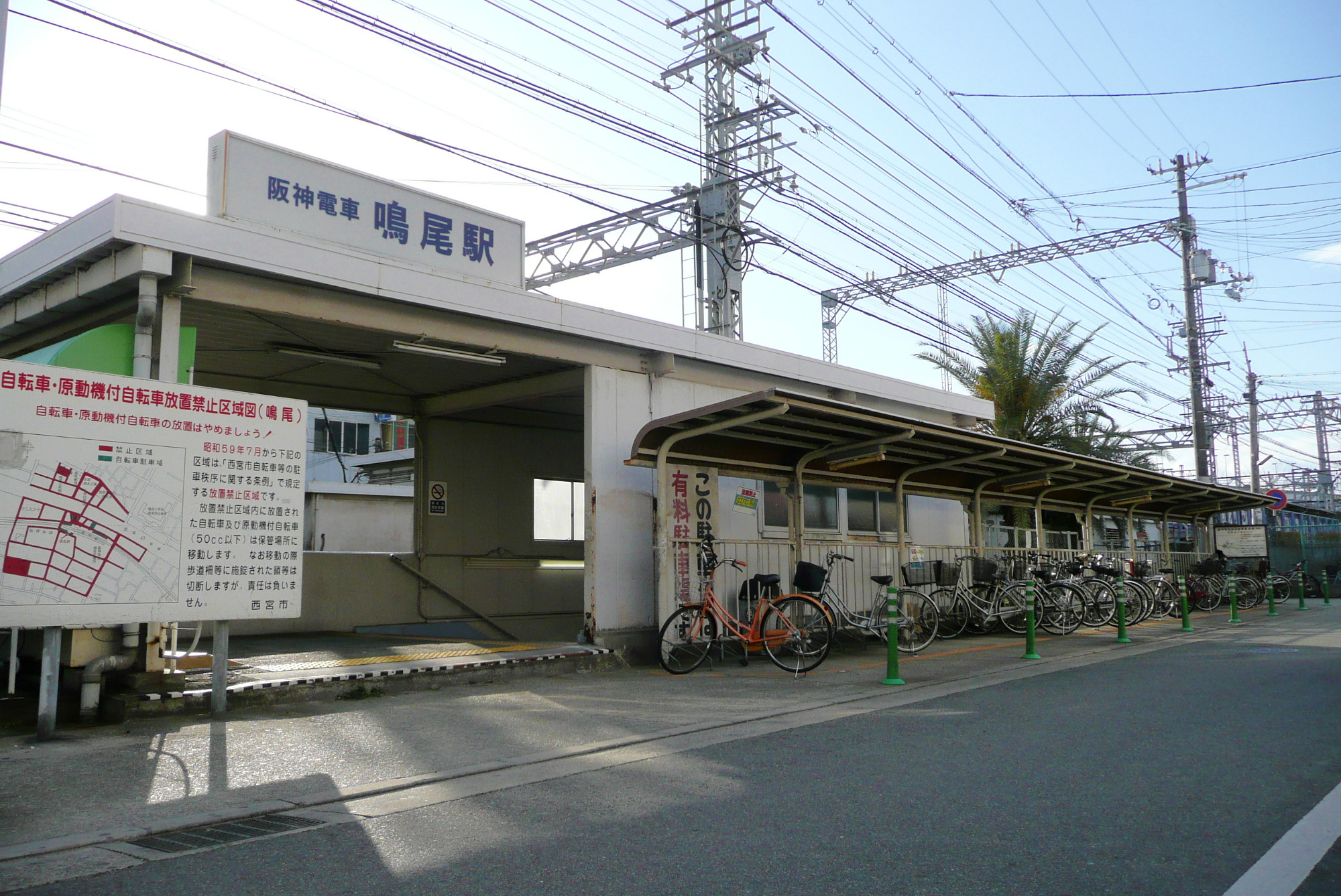
북쪽 출구 (고가화 전)
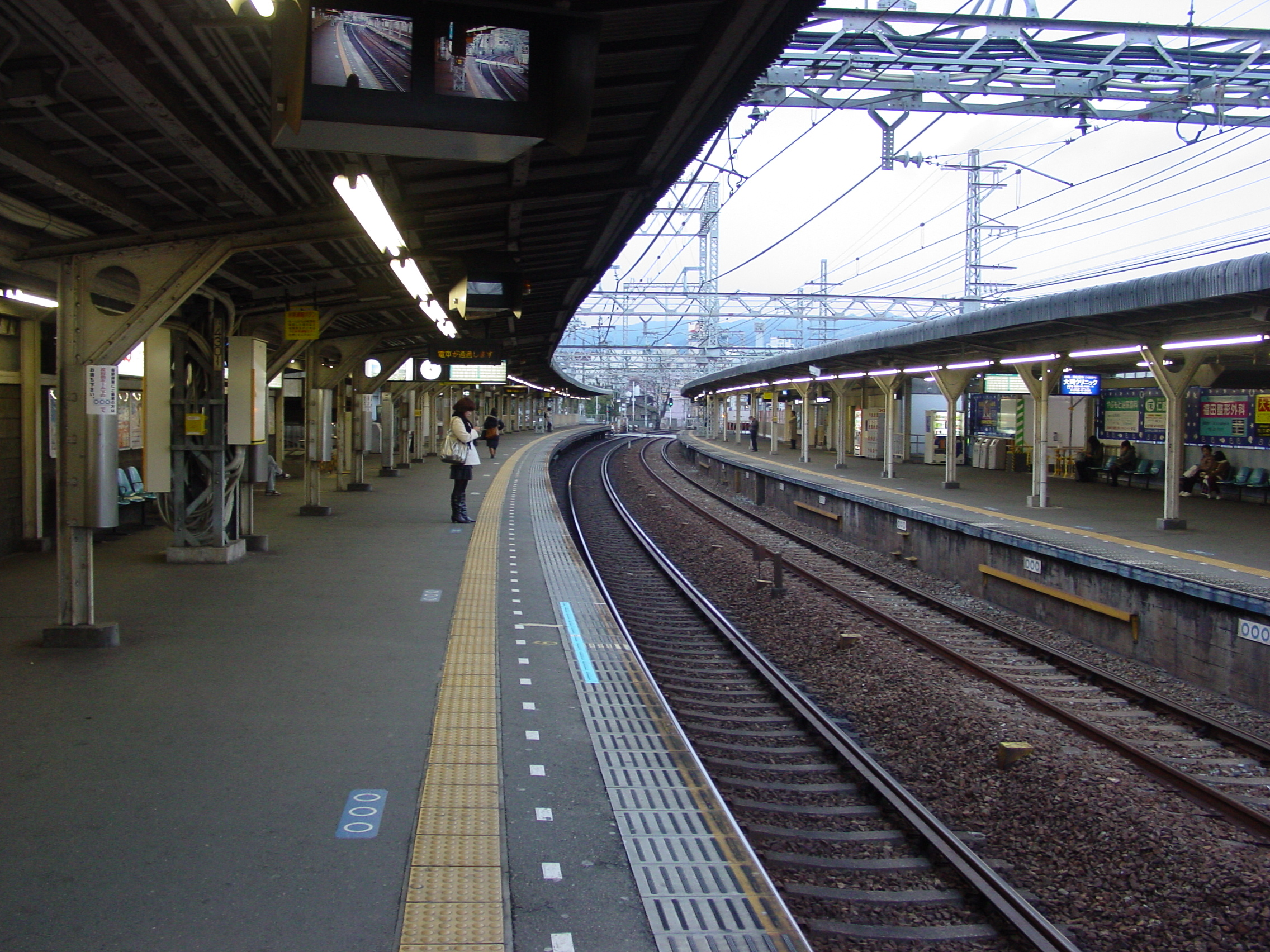
승강장(고가화 전)
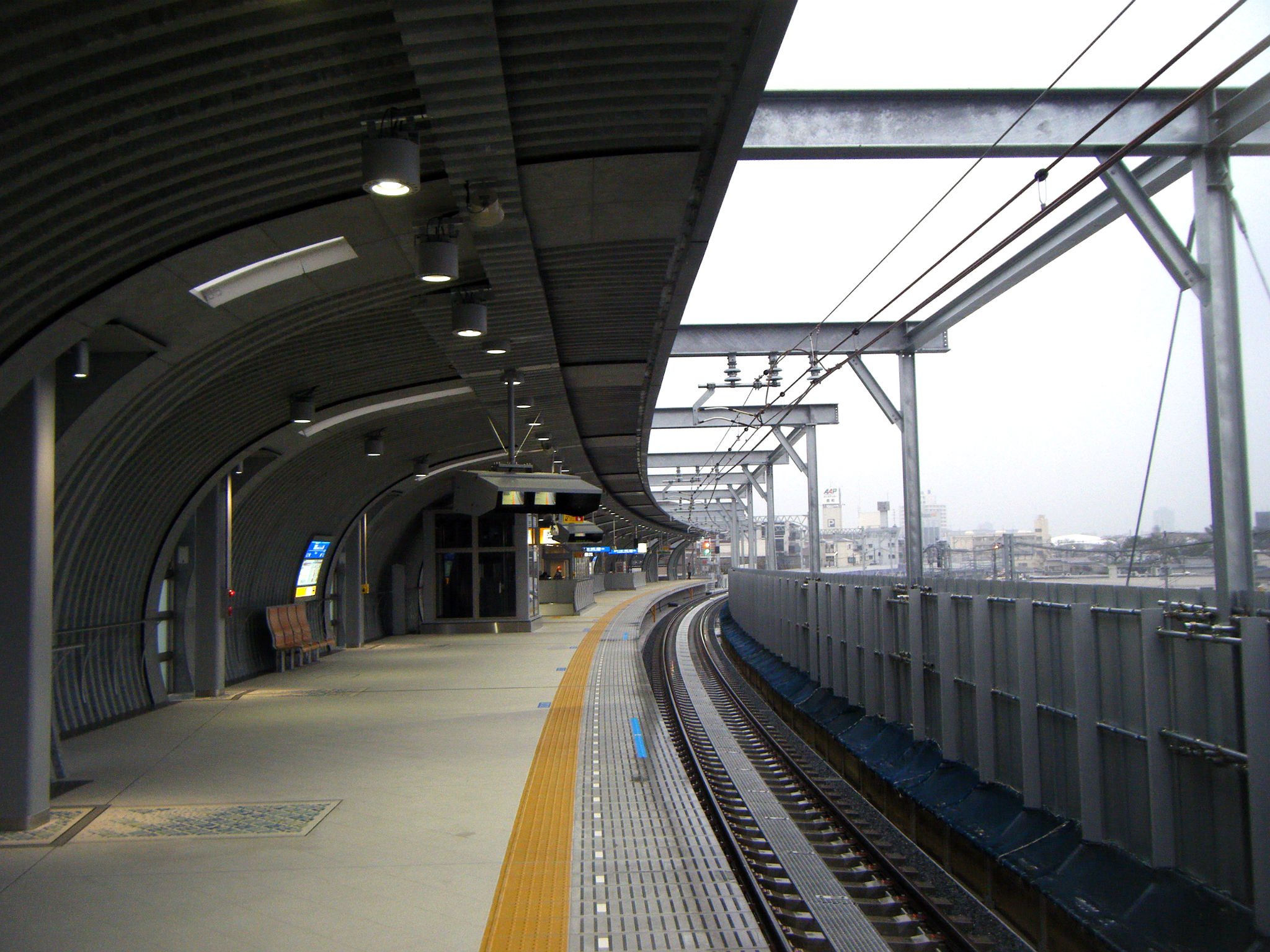
하행 승강장 고가화 후

## 인접역
| 한신 전기철도 ■ 본선       | 한신 전기철도 ■ 본선 | 한신 전기철도 ■ 본선       |
| -------------------------- | -------------------- | -------------------------- |
| HS 12 무코가와 우메다 방면 | ■ 구간급행           | 고시엔 HS 14 고시엔 방면   |
| HS 12 무코가와 우메다 방면 | ■ 보통               | 고시엔 HS 14 신카이치 방면 |